# Investcorp
Investcorp es un gestor global de productos de inversión alternativos , para clientes privados e institucionales. Fundada en 1982, la firma tiene oficinas en Nueva York, Londres, Baréin, Abu Dabi, Riad, Doha, Bombay y Singapur. La principal base de clientes de Investcorp se encuentra en los seis países del Consejo de Cooperación del Golfo, pero también tiene clientes institucionales en América del Norte, Europa y Asia.
Las principales actividades de la compañía involucran inversiones corporativas, bienes raíces y administración de crédito, y tiene $37.6 mil millones en activos bajo administración, a partir de 2019. Por lo general, coloca el capital privado de las empresas y las propiedades inmobiliarias que adquiere directamente con los inversionistas en un trato por trato y a través de una estructura de fondos. Además, la empresa opera el Gulf Opportunity Fund que invierte en la región MENA, y varios fondos tecnológicos. 
Investcorp tiene actualmente aproximadamente $ 22,2 mil millones en activos invertidos bajo administración en sus cuatro clases de activos. En 2011, ocupó el puesto 67 en la clasificación PEI300 (Private Equity Index 300) de empresas de capital privado por activos desplegados, con 4680 millones de dólares invertidos en capital privado durante los cinco años anteriores. 
La empresa está regulada en Baréin como banco mayorista y tradicionalmente ha utilizado financiación bancaria a medio y largo plazo, incluidas colocaciones privadas y préstamos sindicados, para garantizar un perfil de vencimiento más prolongado. El índice de adecuación de capital de la compañía (Basilea III) al 30 de diciembre de 2017 fue de 29.8%. La empresa cotiza en la Bolsa de Baréin (BSE), con un cierre de ejercicio económico del 30 de junio.

## Historia
La compañía fue cofundada en 1982 por Nemir Kirdar, Elias Hallak, Mike Merritt y Cem Cesmig y adquirió Tiffany & Co en 1984, flotando en 1987. En 1988, Maurizio Gucci vendió casi el 47,8% de Gucci a Investcorp, y retuvo el otro 50% hasta 1993.
La empresa se diversificó en 1997 en fondos de cobertura. Kirdar renunció como director ejecutivo y presidente ejecutivo en 2015.
Investcorp realizó varias adquisiciones entre 2016 y 2019, ingresando a China con inversiones en tecnología y el sector alimentario.  En 2019, la empresa también ingresó al mercado estadounidense con la adquisición de Mercury Capital.
La empresa de cartera de Investcorp, Moneybookers, puso fin a su relación con WikiLeaks en agosto de 2010 como resultado de la presión del gobierno estadounidense.

## Áreas de inversión

### Inversión corporativa
La inversión corporativa es la actividad tradicional de Investcorp. Esto incluye empresas medianas en América del Norte, Europa Occidental y MENA, incluida Turquía, así como inversiones en tecnología de mediana capitalización baja, a través de Investcorp Technology Partners. 
La cartera pasada y presente incluye más de 175 inversiones. Las inversiones pasadas seleccionadas incluyen:
- Tiffany & Co., minoristas de joyería y artículos de lujo, adquirida en 1984, lanzada en 1987
- Gucci, diseñador, productor y distribuidor de accesorios y ropa de lujo, adquirido de 1989 a 1993, lanzado en 1996
- Leica Geosystems : fabricante de instrumentos de medición adquirido en 1998, lanzado en 2000
- Jostens, proveedor estadounidense de productos de afinidad relacionados con la escuela, adquirido en 2000, vendido en 2003
- Neptune Technology Group, fabricante estadounidense de medidores de agua, adquirido en 2001, vendido en 2003
- MW Manufacturers, un fabricante estadounidense de ventanas y puertas para patio, adquirido en 2002, vendido en 2004
- Hilding Anders, fabricante europeo de colchones y camas, adquirido en 2003, vendido en 2006
- Apcoa, proveedores europeos de gestión de aparcamientos, adquirida en 2004, vendida en 2007
- American Tire Distributors  , el mayor distribuidor independiente de neumáticos de EE. UU., adquirido en 2005, vendido en 2010
- Moody International, proveedor internacional de servicios de calidad y seguridad, adquirida en 2007, vendida en 2011
- FleetPride, el mayor distribuidor de repuestos para camiones y remolques de América del Norte, adquirido en 2006, vendido en 2012
- ProUnlimited, empresa de software y servicios con sede en los Estados Unidos, adquirida en 2014 de forma conjunta por InvestCorp y Bahrain Mumtalakat Holding Company.
- Corneliani - marca de lujo italiana en junio de 2016
- Ageras: mercado en línea con sede en Dinamarca para servicios profesionales adquirido en 2017
- Avira, empresa de ciberseguridad con sede en Alemania, adquirida en 2020 y vendida a NortonLifeLock en 2021
- Dainese - ropa de carreras de motociclismo competitivo - adquirida en 2017

### Inversión inmobiliaria
La división de bienes raíces sede en Nueva York y Londres, obtiene y realiza la debida diligencia , y organiza el financiamiento y la adquisición de propiedades de EE. UU. y la UE y posiciones de deuda hipotecaria comercial de EE. UU. La inversión en estas propiedades o préstamos generalmente se agrega en una serie de carteras de múltiples inversiones para su colocación a los clientes. Las inversiones en deuda también se realizan dentro de una serie de fondos de deuda que son administrados por el grupo. Desde 1995, Investcorp ha adquirido en la región de 470 propiedades, por un total de aproximadamente $ 14 mil millones en valor. Actualmente tiene más de $ 5 mil millones en propiedad bajo administración. 

### Fondos de cobertura
El negocio de fondos de cobertura de Investcorp se estableció en 1996 y actualmente cuenta con aproximadamente $3500 millones de capital bajo administración, de los cuales aproximadamente $200 millones están reservados para inversiones propias. El programa de fondos de fondos comprende una selección de fondos de fondos de cobertura con diferentes perfiles de riesgo/rendimiento. Estos se invierten en diferentes estrategias a través de aproximadamente 45 administradores de fondos de cobertura. 
Además, Investcorp ha desarrollado una plataforma única de selección de gerentes y actualmente ofrece, en forma de empresa conjunta , acceso a seis gerentes con estrategias específicas. La plataforma de administrador único actualmente tiene alrededor de $ 1.8 mil millones en activos de clientes y propietarios bajo administración.  En los últimos años, las carteras personalizadas han crecido como proporción de los activos totales de fondos de cobertura de la empresa bajo gestión, con una reducción del fondo de fondos tradicional.  
El 16% del negocio de fondos de cobertura se invierte a través de fondos de fondos. El resto se invierte a través de inversiones personalizadas, empresas semilla y una plataforma de gestión única. El negocio de los fondos de cobertura también proporciona a los inversores institucionales acceso a su programa de gestores emergentes, invirtiendo con gestores en etapa inicial y sembrando a los mismos que, según la investigación de Investcorp, superan a los fondos de cobertura más grandes sobre una base ajustada al riesgo. 

### Gestión de crédito
Investcorp Credit Management tiene activos bajo administración de más de $11 mil millones. Con sede en Londres, Nueva York y Singapur, gestionan fondos que invierten principalmente en deuda corporativa sénior garantizada emitida por empresas de mediana y gran capitalización en Europa occidental y EE. UU.